# 上海人民团体联合会
上海人民团体联合会（简称“人团联”），是1946年在上海成立的上海各人民团体的联合机构。

## 简介
1946年5月5日，上海52个人民团体在中共上海地下党领导下，成立上海人民团体联合会（简称“人团联”）。各人民团体一致推举中国民主促进会牵头负责该联合机构的筹建工作。上海人民团体联合会由中国民主促进会发起，中国民主促进会、中国民主同盟、民主建国会、各产业工会、学生团体、教育团体、文化艺术团体、工商团体参加。1946年6月5日，上海人民团体联合会发表反内战宣言。
1946年6月中旬，上海人民团体联合会、上海学生和平促进会为反对内战，联合发起组成上海人民和平请愿团，1946年6月23日赴首都南京请愿。请愿团刚抵达南京下关车站便遭到国民党特务和打手殴打，酿成“下关惨案”。
1946年9月23日至28日，包括中国民主促进会在内的上海人民团体联合会等十团体，为了响应美国35个城市举办的“美军退出中国周”，先后召开招待会或者座谈会，要求美军撤出中国。1946年11月4日，南京国民政府和美国政府签订了《中美商约》，被中国舆论称为“新二十一条”，11月4日被称作国耻日。1946年11月13日，上海人民团体联合会发表对于《中美商约》的《声明》，反对国民政府签订这一新的不平等条约。
1946年12月24日沈崇案发生后，12月29日中国民主促进会和上海人民团体联合会等11个党派团体发表了抗议美军暴行的联合声明，强烈要求美军“立即退出中国，以平民愤而绝后患”。
1947年上海二九惨案发生后，1947年2月18日，上海人民团体联合会发表了由中国民主促进会主稿的《宣言》。
不久，随着全面内战深入，中国国民党加紧镇压各党派团体，上海人民团体联合会被迫停止活动。
1949年，中共上海市委恢复了上海人民团体联合会的活动。此后特别是在中共上海人民团体联合会党组成立后，主要开展上层统战、人民保安队、人民宣传队这三方面工作。
1949年2月26日，上海市学联发表《关于拥护中共八项条件争取真和平响应上海人民团体联合会号召的宣言》。
1949年3月31日，上海人民团体联合会发表《告上海市民：为实现真和平而斗争》，号召对官僚资本的资产进行调查，防止其转移和破坏；调查检举大小战犯，务使无一漏网。
1949年4月中旬，中共上海市委在上海人民团体联合会成立了中共上海人民团体联合会党组，由中共上海市委（书记张承宗）直接领导。中共上海市委将工协、职协、学联、教协、文协等群众团体的党组均划给中共上海人民团体联合会党组领导，群众团体的公开活动与中共上海地下党秘密组织系统的活动分开进行。张本为中共上海人民团体联合会党组书记，党组成员有唐守愚、沈涵、钱李仁，钱李仁同时兼任上海市学联党组书记。
1949年4月中旬，中共上海市委决定，将上海市各企事业单位已经普遍存在的护厂队、护校队、消防队、纠察队、自卫队等力量集中起来，在上海人民团体联合会的领导下，成立统一的人民保安队和人民宣传队。人民保安队大约6万人，由沈涵负责。人民宣传队大约4万人，由钱李仁负责。
根据中共上海市委指示，上海人民团体联合会决定出版《上海人民》报，为迎接上海解放做准备。《上海人民》由党组副书记唐守愚负责，主编为陈虞孙，该报为4开、8开，自1949年4月8日到1949年5月27日止，共出版8号（其中1份是号外），都是铅印。
1949年4月，上海人民团体联合会发出《致科技人员号召书》，号召上海科技人员“协助解放军接管人民的新上海，迅速恢复与发展上海的工业生产”。此外，1949年4月上海人民团体联合会还发出《告国民党各机关及保甲人员书》。1949年4月20日，上海人民团体联合会宣传队总部发表《关于宣传队的任务和组织办法的通知》。4月21日，上海人民团体联合会发表《欢迎解放军渡江解放大上海口号》。5月3日，上海人民团体联合会发言人发表《号召上海人民护厂护产的谈话》。5月15日，上海人民团体联合会发表《为迎接解放告工商界同胞书》。上海战役结束后，《上海人民团体联合会暨三百六十六个团体欢迎人民解放军宣言》发表。
1949年7月1日，上海人民团体联合会、上海市总工会（筹）、上海市学生联合会等，在上海圣约翰大学举行陈仲信烈士追悼会，上海市副市长潘汉年、韦悫参加，由韦悫致词。
1949年，上海人民团体联合会作为参加单位之一，参加了新政治协商会议筹备会。